# کاروان قادرشاکری
کاروان قادرشاکری (۲ آبان ۱۳۸۶ – ۲۹ آبان ۱۴۰۱) نوجوان ۱۶ ساله ایرانی که در اواخر آبان ۱۴۰۱ در خیزش ۱۴۰۱ ایران شهر پیرانشهر در استان آذربایجان غربی به‌دست نیروهای امنیتی جمهوری اسلامی کشته شد.

## تجمع شبانه برای جلوگیری از ربایش جسد
در شب ۲۹ آبان جمعی از مردم پیرانشهر در مقابل بیمارستان شهر برای مقابله با ربایش جسد کاروان قادری دست به اعتراض زدند. بنا به گزارش‌های میدانی، کاروان قادرشکری نوجوان ۱۶ ساله پیرانشهری در جریان اعتراضات، گلوله خورده و جان خود را از دست داده است.

## مراسم خاکسپاری
ادریس قادرشکری، پدر کاروان در مراسم خاکسپاری او گفت: «به عنوان پدر شهید از همه خواهران و برادران تشکر می‌کنم. این قهرمان زیبا وقتی به دنیا آمد به یاد کاروان شهیدان کردستان اسمش را کاروان گذاشتم و حالا او را تقدیم کاروان شهیدان کردم.»

## نحوه قتل
۲ تیر به سمت کاروان شلیک شده است. یک تیر به کلیه او برخورد کرده و تیر دیگر به یکی از پاهایش. تیرها هم از اسلحه کلاشنیکف شلیک شدند. پدر او می‌گوید؛ هنگامی که تیر به پسرم شلیک شد او را سریع به بیمارستان امام خمینی در پیرانشهر رساندند. من مغازه بودم که به من تلفن زدند و خبر دادند. بعد من خودم را به بیمارستان رساندم. آنجا با چشم‌های خودم دیدم که کاروان داشت جان می‌داد. دو ساعت با همان بدن تیرخورده در بیمارستان ماند و بعد هم فوت شد.

## مراسم یادبود
نهم دی ماه در پیرانشهر مردم مراسم یادبود چهلم کاروان قادرشاکری را برگزار کردند و شعارهای «شهید نمی‌میرد» و «زن، زندگی، آزادی» سر دادند، مادر کاروان قادرشکری برای مردم سخنرانی کرد.